# 遼景宗
遼景宗耶律賢（948年9月1日—982年10月13日），字賢寧，遼朝第五位皇帝（969年3月13日－982年10月13日在位），在位13年，遼世宗的次子，其母為懷節皇后蕭氏（《契丹国志》作甄皇后）。

## 生平
在遼世宗在位時的政變中，耶律賢險而被殺，後來得人所救。951年，其父遼世宗被刺身亡，堂叔耶律璟即位，是為遼穆宗。969年3月12日，堂叔遼穆宗被弑，次日，耶律賢被推舉為帝，尊號天贊皇帝，改元為保寧。
耶律賢從小驚嚇過度，體弱多病，皇后蕭绰（953年－1009年，小字燕燕，原姓拔黎氏）則成了遼國政治軍事的参與者。景宗在位時復回登聞鼓院，令百姓有申冤之地，又寬減刑法，對百姓加以安撫。
後來，景宗於乾亨四年九月廿四日（即982年10月13日）死於現今的山西省大同市，享年三十五歲，葬於乾陵，位於今遼寧省北鎮市。

## 后妃子女
- 皇后萧绰生四子三女：
  - 第一子，辽圣宗耶律隆绪
  - 第二子，梁王耶律隆庆
  - 第三子，楚王耶律隆佑
  - 第四子，耶律郑哥，八月早夭，《辽史》[2]未载，见于《续资治通鉴长编》[3]。《辽史》所记景宗第四子药师奴亦为早夭，但生母不详。
  - 第一女，《辽史》[4]记名为“观音女”，另说为“燕哥”[3]，封齐国公主，嫁萧绰堂弟萧继先
  - 第二女，《辽史》[4]记名为“长寿女”，另说为“长寿奴”[3]，其女墓志则称其小字为“长寿奴”[5]，封卫国公主，嫁萧排押
  - 第三女，《辽史》[4]记名为“延寿女”，另说为“延寿奴”[3]，封越国公主，嫁萧排押弟萧恒德
- 渤海妃 
  - 耶律淑哥，第四女，无封号
- 某氏 
  - 耶律药师奴，早夭，葬王子院。

## 評價
- 元朝官修正史《辽史》脱脱等的評價是：“辽兴六十馀年，神册、会同之间，日不暇给；天禄、应历之君，不令其终；保宁而来，人人望治。以景宗之资，任人不疑，信赏必罚，若可与有为也。而竭国之力以助河东，破军杀将，无救灭亡。虽一取偿于宋，得不偿失。知匡嗣之罪，数而不罚；善郭袭之谏，纳而不用；沙门昭敏以左道乱德，宠以侍中。不亦惑乎！”[6]

## 相關影視作品及演員
- 1995年《大辽太后》：王志华飾演
- 2020年《燕雲台》：經超飾演